# Sojuz MS-02
Sojuz MS-02 (ryska: Союз МС-02) var en flygning i det ryska rymdprogrammet. Flygningen transporterade Sergej Ryzjikov, Andrej Borisenko och Robert S. Kimbrough till Internationella rymdstationen.
Farkosten sköts upp med en Sojuz-FG-raket, från Kosmodromen i Bajkonur, den 19 oktober 2016. Den dockade med rymdstationen den 21 oktober 2016.
Farkosten lämnade rymdstationen den 10 april 2017. Några timmar senare återinträdde den i jordens atmosfär och landade i Kazakstan.
I och med att farkosten lämnade rymdstationen var Expedition 50 avslutad.

## 23 september 2016
Uppskjutningen var planerad till den 23 september 2016, men flyttades fram på grund av tekniska problem.

## Besättning
| Befälhavare    | Sergej Ryzjikov, RSA Hans första rymdfärd Expedition 49 / 50     |
| Flygingenjör 1 | Andrej Borisenko, RSA Hans andra rymdfärd Expedition 49 / 50     |
| Flygingenjör 2 | Robert S. Kimbrough, NASA Hans andra rymdfärd Expedition 49 / 50 |

## Reservbesättning
| Befälhavare    | Aleksandr Misurkin, RSA  |
| Flygingenjör 1 | Nikolai V. Tikhonov, RSA |
| Flygingenjör 2 | Mark T. Vande Hei, NASA  |